# Rau (Tanzania)
Rau è una circoscrizione urbana (urban ward) della Tanzania situata nel distretto urbano di Moshi, regione del Kilimangiaro. Conta una popolazione di 9 137 abitanti (censimento 2012).